# 棕鮋
棕鮋，為輻鰭魚綱鮋形目鮋亞目鮋科的其中一種，為熱帶海水魚，分布於中太平洋東部夏威夷群島海域，棲息深度176-240公尺，體長可達13.5公分，棲息在底層水域，生活習性不明。